# Anthidium semicirculare
Anthidium semicirculare là một loài Hymenoptera trong họ Megachilidae. Loài này được Pasteels mô tả khoa học năm 1985.